# Jens Högbom
Jens Högbom, född 1 mars 1995 i Umeå, är en svensk före detta professionell ishockeyspelare (back).
Högbom gjorde sin debut i Svenska Hockeyligan med Luleå HF under säsongen 2013/14.
I sin karriär har han bl.a. spelat för Luleå HF, Asplöven HC, Mariestad BoIS och Töreboda HF.